# Eremias montana
Espèce
Synonymes
- Eremias montanus Rastegar-Pouyani & Rastegar-Pouyani, 2001
- Eremias novo Rastegar-Pouyani & Rastegar-Pouyani, 2006

Statut de conservation UICN

 LC  : Préoccupation mineure
Eremias montana est une espèce de sauriens de la famille des Lacertidae.

## Répartition
Cette espèce est endémique d'Iran. Elle se rencontre dans les provinces de Kermanshah, du Kurdistan et de Hamedan.

## Description
La femelle holotype mesure 152,2 mm de longueur totale dont 57,2 mm sans la queue et 95 mm de queue et le mâle paratype 52,9 mm sans la queue.

## Taxinomie
Eremias novo a été placée en synonymie avec Eremias montana par Bahmani, Rastegar-Pouyani et Gharzi en 2011.

## Étymologie
Le nom spécifique montana vient du latin montana, se rapportant aux montagnes, en référence à l'habitat de ce saurien.

## Publication originale
- Rastegar-Pouyani & Rastegar-Pouyani, 2001 : A new species of Eremias (Sauria: Lacertidae) from highlands of Kermanshah Province, western Iran. Asiatic Herpetological Research, vol. 9, p. 107-112 (texte intégral).